# Rage (maladie professionnelle)
Pour les articles homonymes, voir Rage.
Une infection par le virus de la rage peut être reconnue comme maladie professionnelle en France, sous certaines conditions.
Ce sujet relève du domaine de la législation sur la protection sociale et a un caractère davantage  juridique que médical. Pour la description clinique de la maladie se reporter à l'article suivant :

## Législation enFrance

### Régime général
| Fiche Maladie professionnelle | Fiche Maladie professionnelle | Fiche Maladie professionnelle |
| Ce tableau définit les critères à prendre en compte pour qu'une infection par le virus de la rage soit prise en charge au titre de la maladie professionnelle | Ce tableau définit les critères à prendre en compte pour qu'une infection par le virus de la rage soit prise en charge au titre de la maladie professionnelle | Ce tableau définit les critères à prendre en compte pour qu'une infection par le virus de la rage soit prise en charge au titre de la maladie professionnelle |
| Régime Général. Date de création : 9 novembre 1972 | Régime Général. Date de création : 9 novembre 1972 | Régime Général. Date de création : 9 novembre 1972 |
| Tableau no 56 RG | Tableau no 56 RG | Tableau no 56 RG |
| Rage professionnelle | Rage professionnelle | Rage professionnelle |
| --- | --- | --- |
| Désignation des Maladies | Délai de prise en charge | Liste indicative des principaux travaux susceptibles de provoquer ces maladies                                                                                |
| Toutes manifestations de la rage. | 6 mois | Travaux susceptibles de mettre en contact avec des animaux atteints ou suspects de rage ou avec leurs dépouilles.                                             |
| Affections imputables à la séro ou vaccinothérapie antirabique.                                                                                               | 2 mois | Travaux de laboratoire de diagnostic de la rage. |
| Date de mise à jour : | | |

### Régime agricole
| Fiche Maladie professionnelle | Fiche Maladie professionnelle | Fiche Maladie professionnelle |
| Ce tableau définit les critères à prendre en compte pour qu'une infection par le virus de la rage soit prise en charge au titre de la maladie professionnelle | Ce tableau définit les critères à prendre en compte pour qu'une infection par le virus de la rage soit prise en charge au titre de la maladie professionnelle | Ce tableau définit les critères à prendre en compte pour qu'une infection par le virus de la rage soit prise en charge au titre de la maladie professionnelle |
| Régime Agricole. Date de création : 20 septembre 1975 | Régime Agricole. Date de création : 20 septembre 1975 | Régime Agricole. Date de création : 20 septembre 1975 |
| Tableau no 30 RA | Tableau no 30 RA | Tableau no 30 RA |
| Rage professionnelle | Rage professionnelle | Rage professionnelle |
| --- | --- | --- |
| Désignation des Maladies | Délai de prise en charge | Liste indicative des principaux travaux susceptibles de provoquer ces maladies                                                                                |
| Toutes manifestations de la rage. | 6 mois | Travaux susceptibles de mettre en contact avec des animaux atteints ou suspects de rage ou avec leurs dépouilles.                                             |
| Affections imputables à la sérothérapie ou à la vaccinothérapie antirabique.                                                                                  | 2 mois | |
| Date de mise à jour : | | |

## Sources spécifiques
- (fr) Tableau N° 56 des maladies professionnelles du régime Général
- (fr) Tableau N° 30 des maladies professionnelles du régime Agricole

## Sources générales
- (fr) Tableaux du régime Général sur le site de l’AIMT
- (fr) Guide des maladies professionnelles sur le site de l’INRS